# Gould Spur
Koordinaten: 79° 21′ S, 85° 40′ W
Gould Spur ist ein etwa 5,5 Kilometer langer Ausläufer, der sich vom Navigator Peak in der westantarktischen Heritage Range in nordöstlicher Richtung bis zum Splettstoesser-Gletscher erstreckt.
Das amerikanische Advisory Committee on Antarctic Names benannte den Ausläufer im Jahr 2004 nach der Geologin Patricia Gould, die im Sommer 1979/80 Mitglied einer Expedition des United States Antarctic Research Program ins antarktische Ellsworthgebirge war.